# Loren Dean
Loren Dean Jovicic (Las Vegas, 31 luglio 1969) è un attore statunitense.
Nasce nel 1969 unico figlio, i suoi genitori divorziarono quando era molto piccolo e lui rimase con la madre.
Attualmente risiede in California.

## Filmografia parziale
- Billy Bathgate - A scuola di gangster (1991)
- 1492 - La conquista del paradiso (1992)
- Apollo 13 (1995)
- Gli anni dei ricordi (1995)
- Scambio di identità  (1996)
- Gattaca - La porta dell'universo (1997)
- Nemico pubblico (1998)
- Mumford (1999)
- Space cowboys (2000)
- Senza traccia - serie TV, 1 episodio (2007)
- Bones – serie TV, 5 episodi (2006-2008)
- Il corriere - The Mule (The Mule), regia di Clint Eastwood (2018)
- Ad Astra, regia di James Gray (2019)

## Doppiatori italiani
Nelle versioni in italiano delle opere in cui ha recitato, Loren Dean è stato doppiato da:
- Corrado Conforti in Billy Bathgate - A scuola di gangster
- Giorgio Borghetti in 1492 - La conquista del paradiso
- Alberto Bognanni in Ad Astra
- Roberto Certomà in CSI - Scena del crimine